# Parakrithella zhirmunskyi
Parakrithella zhirmunskyi is een mosselkreeftjessoort uit de familie van de Krithidae. De wetenschappelijke naam van de soort is voor het eerst geldig gepubliceerd in 1975 door Schornikov.